# Облога Путивля (1633)
Облога Путивля 1633 року — невдала спроба взяття Путивля, започаткована польськими військами і реєстровим запорізьким козацтвом під час Смоленської війни.

## Передісторія
Путивль був добре укріпленою фортецею на південно-західному рубежі Московського царства, будучи головним стратегічним пунктом оборони на цьому напрямку. У 1620-х роках в доповнення до дерев'яного Старого міста було збудовано земляне Нове місто і рів. До того ж була налагоджена хороша сторожова служба, що не дозволяв супротивникові підійти до міста несподівано. Після початку Смоленської війни в 1632 році саме з Путивля було організовано більшість досить успішних військових акцій на лівобережних від Дніпра територіях Речі Посполитої. Тому польський уряд, намагаючись перейняти ініціативу, направив військо сюди. Про намір поляків йти на Путивль російські воєводи дізналися від язиків, взятих в бою під Новгородом-Сіверським.
Близько 5 тисяч регулярних військ під командуванням кам'янецького каштеляна Олександра Пісочинського з'явилися під Путивлем вже 27 лютого, спробувавши спалити посад. Однак вилазка захисників міста відкинула їх до Ніжину. Для повторення походу і посилення облогового війська поляки звернулися до допомоги реєстрового козацтва. Однак від короля Пісочинському надійшло розпорядження рухатися до Смоленська для посилення облогового війська. Таким чином, похід на Путивль знімався з порядку денного, але козаки почали побоюватися, що догляд коронних військ залишить Лівобережжі слабо захищеним і переконували Пісочинського в необхідності взяття Путивля, обіцяючи взяти його за 2-3 дні. У підсумку той погодився на облогу Путивля.
Протягом зборів війська Пісочинський направляв окремі загони під Стародуб і Севськ, зайняті руськими військами у самому початку війни. Цими відволікаючими ударами він мав намір ввести руську сторону в оману щодо головного напрямку свого походу, однак обидві акції закінчилися невдачею. У відповідь, воєвода Новгорода-Сіверського Іван Бобрищев-Пушкін послав загін до фортець Блистова та Мена, розташованих на правому березі Десни, які було взято і спалено.

## Хід облоги
24 травня польсько-козацьке військо з'явилося в околицях Путивлю, після чого путивльські воєводи Микита Гагарін і Андрій Урусов віддали розпорядження спалити посад. У складі цих військ перебував полк під командуванням молодого Яремі Вишневецького чисельністю в 6 тисяч чоловік, а також 20 тисяч козаків. Самому Пісочинському було безпосередньо підпорядковано близько 3000 солдатів, до того ж у битві брали участь 1-2 тисячі осіб із дрібних шляхетських загонів. Таким чином, облогове військо в цілому складалося з близько 30 тисяч чоловік. За даними історика П. Кулаковського, у місті тримали облогу близько 20 тисяч осіб.
Польське військо виявилося погано підготовленим до облоги, давалася взнаки нестача регулярної піхоти, а артилерія, що була тільки в козаків, була досить неефективною. Перші два штурму замкових укріплень були безрезультатними, основні втрати несли козаки, у яких загинули два полковника Сорока і Самошка. Через два тижні після початку облоги в стані козаків почалися хвилювання, послідували вимоги додаткової платні. Бачачи, що всупереч обіцянкам козаків облога затягується, Пісочинська оголосив про її завершення та поході на Смоленськ, як того вимагав король. При цьому він звинуватив козаків у саботажі і змові з обложеними. Козаки, як і до початку облоги, не хотіли йти на Смоленськ і скинули догоджательного полковника Дороша Кучковича, замінивши його Яковом Остряниним. Після цього козаки стали ще більш некерованими. У пошуках провіанту 2-тисячний козацький загін здійснив рейд під Рильськ, однак був наголову розбитий тамтешнім гарнізоном.
Після цього, козаки прийняли рішення залишити табір під Путивлем. В ніч на 11 червня вони потай від поляків рушили додому. Пісочинському вдалося їх наздогнати і вступити в переговори. Однак умовити їх повернути в бік Смоленська або залишити йому артилерію і частину війська не вдалося. У результаті відходу козаків Пісочинському нічого не залишалося як зняти облогу Путивля 19 червня.

## Результати
В результаті облоги польсько-козацьке військо втратило 4 тисячі чоловік убитими, 2,5 тисяч пораненими і близько тисячі чоловік полоненими. Значна частина з них була втрачена в ході рейдів по збору провіанту. Так, наприклад, отаман Гиря Канівець загинув у селі Івантиж Новгород-Сіверського повіту.
Путивль вистояв і надовго переконав воєначальників Речі Посполитої у безперспективності його облоги. Пісочинський, слідуючи королівським указом, прибув під Смоленськ. Замість нього, забезпечення безпеки Лівобережжя було доручено Адаму Киселю. Проте підготовлюваний ним похід під Курськ так і не був здійснений. Російська сторона перехопила на південно-західному напрямку ініціативу, взяла Ромни, здійснила успішні походи під Миргород і Борзну, а також під Чернігів. У відповідь Єремія Вишневецький з загоном найманців ходив під Севськ, Білгород та Курськ. Ці менш укріплені, ніж Путивль, порубіжні міста, взяти не вдалося.